# Bjørn Myrbakken
Bjørn Myrbakken, född 15 augusti 1972 i Fannrem i dåvarande Orkdals kommun i Sør-Trøndelag fylke (nuvarande Orklands kommun i Trøndelag fylke), är en norsk tidigare backhoppare. Han representerade Orkdal Idrettslag och Trønderhopp.

## Karriär
Bjørn Myrbakken debuterade internationellt i världscuptävlingen på hemmaplan i Trondheim 13 mars 1991. Han blev nummer 67. Fyra dagar senare blev han nummer 57 i världscuptävlingen i Holmenkollen (Holmenkollrennet) i Oslo. Han var bland de tio bästa i en deltävling i världscupen första gången i Falun i Sverige 6 december 1992 och han kom på prispallen första gången i stora backen i Sapporo i Japan två veckor senare. Säsongen 1992/1993 blev han nummer 10 sammanlagt i världscupen och nummer 21 i tysk-österrikiska backhopparveckan. Han blev också nummer 10 totalt i skidflygnings-världscupen 1992/1993.
Myrbakken startade i Skid-VM 1993 i Falun. Där blev han nummer 33 (normalbacken) och 36 (stora backen) i de individuella tävlingarna. I lagtävlingen vann han VM-guld tillsammans med lagkamraterna Helge Brendryen, Øyvind Berg och Espen Bredesen. Norska laget vann 53,4 poäng före Tjeckien/Slovakien (som ställde upp med ett gemensamt lag) och 76,0 poäng före Österrike.
Bjørn Myrbakken deltog i olympiska spelen 1994 på hemmaplan i Lillehammer. Där tävlade han i normalbacken och blev nummer 39. Tävlingen vanns dubbelt av landsmännen Espen Bredesen före Lasse Ottesen med Dieter Thoma från Tyskland på tredjeplats.
Myrbakken har två medaljer från norska mästerskap. Han vann en silvermedalj i stor backe i Lillehammer 1993 och en silvermedalj i lagtävlingen i Meldal 1996.
Bjørn Myrbakken avslutade sin aktiva internationella backhoppningskarriär efter världscupsäsongen 1994/1995.